# Don Joan de Serrallonga
Don Joan de Serrallonga és una sarsuela en tres actes composta per Enric Morera sobre un llibret de Francesc Pujols i Morgades, basat en una obra de Víctor Balaguer estrenada el 7 d'octubre de 1922 al Teatre Tívoli de Barcelona, amb Emili Vendrell i Emili Sagi Barba en els papers principals. L'acció se situa en l'època del bandolerisme català del segle xvii, és una història d'amor impossible enmig dels enfrontaments entre «nyerros» i «cadells» que culmina amb l'execució del protagonista Don Joan.

## Origen i context
Víctor Balaguer va publicar l'any 1858 una obra en castellà sobre el drama de Joan de Serrallonga, amb el títol de Don Juan de Serrallonga, o, Los bandoleros de las guillerías. L'obra es va representar per primer cop al Teatre Circ Barcelonès, l'11 de març de 1858. Més tard, el drama va ser traduït al català per Conrad Roure i Bofill, i sobre aquesta traducció va treballar Francesc Pujols per elaborar el llibret de l'obra lírica a la qual va posar músic Enric Morera.